# Paratomoxia biplagiata
Paratomoxia biplagiata es una especie de coleóptero de la familia Mordellidae.

## Distribución geográfica
Habita en Togo.